# جیسون هولت
جیسون هولت (انگلیسی: Jason Holt؛ زادهٔ ۱۹ فوریهٔ ۱۹۹۳) بازیکن فوتبال اهل اسکاتلند است.
از باشگاه‌هایی که در آن بازی کرده‌است می‌توان به باشگاه فوتبال شفیلد یونایتد، باشگاه فوتبال رنجرز، باشگاه فوتبال هارت آف میدلوتیان، و باشگاه فوتبال فلیتوود اشاره کرد.
وی همچنین در تیم‌های ملی فوتبال زیر ۱۹ سال اسکاتلند, زیر ۲۰ سال و زیر ۲۱ سال اسکاتلند بازی کرده‌است.